# Pongsak Rattanapong
Pongsak Rattanapong (tiếng Thái: ปองศักดิ์ รัตนพงษ์), nghệ danh Aof (อ๊อฟ), là ca sĩ, diễn viên Thái Lan được biết đến qua cuộc thi ca hát Academy Fantasia. 

## Tiểu sử
Aof Pongsak chính thức đổ bộ sàn đấu âm nhạc sau khi về nhì tại cuộc thi ca hát Academy Fantasia mùa giải đầu tiên. Kể từ đó đến nay, Aof Pongsak đã bỏ túi liền tay các giải thưởng lớn nhỏ về âm nhạc: Nghệ sỹ mới xuất sắc nhất tại Channel [V] Awards #4 (2005), Nghệ sỹ nam xuất sắc nhất tại Virgin Hitz Top 40 Awards (2005, 2006, 2007), Bản tình ca của năm tại In Magazine Young Generation Choice Awards (2008) cho ca khúc Jood Aon Khong Chun Yoo Tee Hua Jai, Nghệ sỹ nam xuất sắc nhất tại Soizaa Awards (2008), v.v...

## Đời tư
Aof chính thức công khai (came out) là đồng tính vào năm 2013. 

## Sự nghiệp ca hát

### Album
- Aof: V Friends (2004)
- To Be Continued (2006)
- Offering Love (2007)
- Together: Peck-Aof-Ice (2008)
- This is Aof (2008)
- Life is Colorful (2010)
- The Illusion of Love (2013)
- 100% Aof Pongsak (2018)

## Phim tham gia

### Phim điện ảnh
| Năm  | Tựa          | Vai    |
| ---- | ------------ | ------ |
| 2006 | Ghost Game   | Kemtis |
| 2014 | Rak Mod Kaew | Man    |

### Phim truyền hình
| Năm  | Tựa                                             | Vai                                  | Đài   |
| ---- | ----------------------------------------------- | ------------------------------------ | ----- |
| 2006 | Thee Trakoon Song                               | Leng                                 | CH3   |
| 2008 | Artitarn Ruk                                    | M.R. Phet Real                       | CH5   |
| 2009 | Sen... Seu Rak Seu Winyan                       | Pete (khách mời)                     | CH5   |
| 2011 | Plerng Torranong Ngọn lửa kiêu hãnh             | Anat                                 | CH3   |
| 2018 | Chanee Gayng: Freshy                            | Chatri Pitakthai / Chatree / Cheetah | OneHD |
| 2018 | Club Friday The Series 10: Kao Tur Lae Eak Khon | Mao                                  | GMM25 |

### Sân khấu
| Năm  | Tựa                                                | Vai  |
| ---- | -------------------------------------------------- | ---- |
| 2009 | Lom Hai Jai The Musical                            | Dtor |
| 2015 | Singles day with old plaintiffs The Musical Comedy | Kong |

### Sitcom
| Năm         | Tựa                            | Vai                                  | Đài    |
| ----------- | ------------------------------ | ------------------------------------ | ------ |
| 2016 - 2021 | Seua Chanee Gayng Bộ ba sỏ thú | Chatri Pitakthai / Chatree / Cheetah | OneHD  |
| 2017        | Something Family               | Thap (khách mời)                     | True4u |

## Giải thưởng
- Star Entertainment Award, Best Male Artist (Mainstream) - Album: This is Aof (2008)
- Seed Awards #4, Male Artist of the Year - Album: This is Aof, Popular Song of the Year - Jood Orn Khorng Chan Yoo Thee Hua Jai (จุดอ่อนของฉันอยู่ที่หัวใจ) (2008)
- OHO Magazine, Godfather of Lakorn Songs (2008)
- IN Magazine (Thailand), Best Drama Love Song - Jood Orn Khorng Chan Yoo Thee Hua Jai (จุดอ่อนของฉันอยู่ที่หัวใจ) (2008)
- Red Cross Society, Outstanding Individual of Thai Society (2007)
- Virgin Hitz Top 40 Award, Hit Singles: Khorng Thee Ther Mai Rak (ของที่เธอไม่รัก), Thaeng Khaang Lang Thalu Thueng Hua Jai (แทงข้างหลัง...ทะลุถึงหัวใจ) (2007)
- Virgin Hitz Top 40 Award, Hit Singles: Yoot Mai Dai Khaat Jai (หยุดไม่ได้...ขาดใจ), Khum Thaam Thee Torng Torb (คำถามที่ต้องตอบ), Destiny (Duet with Patcha AF2) (2006)
- Virgin Hitz Top 40 Award, Hit Single: Jaak Khon Rak Kao (จากคนรักเก่า) (2005)
- Seventeen Magazine (Thailand), Teen Choice Award - Male (2005)
- Channel V Thailand Award, Best New Male Artist (2005)
- UBC Academy Fantasia Season 1, 3rd Place (2004)